# Gertrude Stein
Gertrude Stein (Allegheny (Pennsylvania), 3 februari 1874 - Parijs, 27 juli 1946) was een Amerikaanse schrijfster. Vanaf 1903 woonde zij met twee oudere broers in Parijs.
De extraverte Gertrude Stein behoorde tot de cultfiguren van de kunst- en literatuurscene van haar tijd. Door een stijl van woordherhalingen, zoals Rose is a rose is a rose is a rose (vaak onjuist geciteerd als: "A rose is ...") uit het gedicht Sacred Emily uit 1913, wilde ze het kubisme uit de schilderkunst naar de literatuur vertalen.
Twee langdurige relaties kenschetsen haar leven: de eerste met haar broer, de kunstcriticus Leo Stein, van 1874 tot 1914, en de tweede met Alice B. Toklas, van 1907 tot haar dood in 1946. Steins huis aan de Rue de Fleurus 27 in Parijs groeide uit tot een artistiek-literaire salon. Haar hele leven onderhield Stein contact met bekende avant-garde kunstenaars en schrijvers, zoals Pablo Picasso, Henri Matisse, Ernest Hemingway, Ezra Pound en Carl Van Vechten. Zij was degene die in de periode van het interbellum de term Lost Generation ('Verloren generatie') uitvond voor een groep Amerikaanse schrijvers die na de Eerste Wereldoorlog naar Parijs waren getrokken onder wie Ernest Hemingway, John Steinbeck, Ezra Pound en T.S. Eliot.
De Tweede Wereldoorlog bracht de joodse Stein door in Vichy-Frankrijk, wat later de nodige vragen heeft opgeroepen.
Stein was bevriend met de Amerikaanse componist Virgil Thomson, die zij in 1926 in Parijs had leren kennen. Zij schreef de libretto's voor twee van zijn opera's: Four saints in three acts (1934) en The mother of us all (1947).
Portret van Gertrude Stein is een bekend schilderij van Picasso dat deel uitmaakte van de collectie Stein. Het bevindt zich nu in het Metropolitan Museum of Art in New York.

## Trivia
Gertrude Stein komt, naast andere beroemde Amerikaanse auteurs die in de jaren twintig van de twintigste eeuw in Parijs waren, voor in de speelfilm Midnight in Paris van Woody Allen uit 2011. In de film leest ze het roman-manuscript van de hoofdpersoon Gil Pender.

## Nederlandse vertaling
- Poëzie en spraakkunst, vertaald door Mon Nys. Druksel, 2013

- Bibsys: 90076993
- Biblioteca Nacional de España: XX897300
- Bibliothèque nationale de France: cb11925479v (data)
- Catàleg d'autoritats de noms i títols de Catalunya: 981058608818506706
- CiNii: DA00338969
- Digitale Bibliotheek voor de Nederlandse Letteren: stei048
- Gemeinsame Normdatei: 118617257
- International Standard Name Identifier: 0000 0001 2277 3352
- Library of Congress Control Number: n79006977
- Nationale Bibliotheek van Letland: 000020486
- MusicBrainz: 077fdc68-7c46-4a91-b399-8f633678edef
- National Archives and Records Administration: 10580778
- Bibliotheek van het Japanse parlement: 00457554
- Nationale Bibliotheek van Tsjechië: jn19990008200
- Nationale bibliotheek van Australië: 35521979
- Nationale Bibliotheek van Israël: 987007268300005171
- Nationale Bibliotheek van Polen: a0000001180771
- Nationale en Universitaire bibliotheek Zagreb: 000033548
- Nederlandse Thesaurus van Auteursnamen: 068633238
- Réseau des bibliothèques de Suisse occidentale: 02-A003860930
- RKD-Nederlands Instituut voor Kunstgeschiedenis: 254993
- Istituto Centrale per il Catalogo Unico: CFIV060098
- LIBRIS: 210088
- SNAC: w6wx883w
- Système universitaire de documentation: 027147991
- Trove: 983215
- Union List of Artist Names: 500273319
- Virtual International Authority File: 22149082
- WorldCat: E39PBJhhpHr4vrM87p4BrDHjYP